# 圣灵医院 (奥格斯堡)
圣灵医院（Heilig-Geist-Spital）位于德国南部城市奥格斯堡的红门，是这座帝国城市最古老的照顾病人和老人的市政机构。目前的四座文艺复兴建筑和不规则的庭院组成的建筑群，是由奥格斯堡市建筑师埃利亚斯·霍尔在1623年至1631年之间建造。西楼由霍尔的继任者约尔格·赫贝尔改建。
今天，圣灵医院不再用作医院。自2001年以来，这里设有工作室、日托机构、养老院，以及奥格斯堡木偶箱剧院。
圣灵医院的地址是医院街（Spitalgasse）11、15、17号，以及拉本巴德（Beim Rabenbad）6号。其主楼位于医院街。北侧是拉本巴德，其北侧是一座原修道院。从乌鸦浴场，可以通过拱门进入医院的庭院。

## 历史
这家医院可追溯到乌尔利希主教时期（923-973年）。自1150年以来，它被称为圣灵医院。它拥有一个基金会的财政支持，该基金会在奥格斯堡地区拥有多座庄园，和大量土地收入。
最初，医院位于城墙外。在16世纪，搬到城内新建的一座大型的哥特式建筑。然而，这栋建筑在1600年左右部分倒塌。因此，当地建筑师埃利亚斯·霍尔受委托，修建新的医院建筑。
1803年，医院基金会失去了资产和丰富的土地。1808年世俗化之后，这座建筑成为一个世俗医院。在1966年至1968年之间，建筑得到修复。

## 圣灵小堂
医院西楼的南侧是圣灵小堂（Heilig-Geist-Kapelle）。最初属于天主教，1648年改属新教的福音派圣乌尔利希堂。

### 院徽
圣灵医院的院徽，鸽子与十字架，仍为现在以下村庄所使用

Hirblingen
Mittelneufnach
Neusäß
Täfertingen